# Mariette Hannon

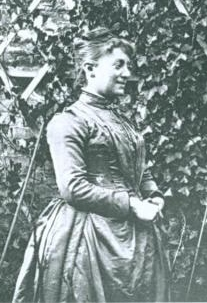
Mariette Rousseau-Hannon

Mariette of Marie-Sophie, Josèphe, Pauline, Jeanne Hannon (Elsene, 20 maart 1850 – Elsene, 14 januari 1926), echtgenote Rousseau, was een mycologe in Brussel, België. Zij publiceerde samen met haar vriendin Elisa Caroline Destrée, ook een Brusselse mycologe.

## Levensloop

### Familie
Haar ouders waren Joseph-Désiré Hannon, hoogleraar botanica en geneeskunde aan de université libre de Bruxelles (ULB), en Pauline Dursulin. Haar broers waren Théodore Hannon (1851-1916), kunstenaar, en Edouard Hannon, fotograaf en bouwheer van het Hotel Hannon in Brussel. Zelf huwde Hannon met de 20-jaar oudere Ernest Rousseau (1831-1908); Rousseau was hoogleraar fysica aan de ULB en daarnaast vanaf 1901 de eerste voorzitter van de Ligue des droits de l'homme. Hij fungeerde tevoren als mentor van de 3 kinderen Hannon na het overlijden van vader Hannon. Het echtpaar Rousseau-Hannon had afstammelingen.

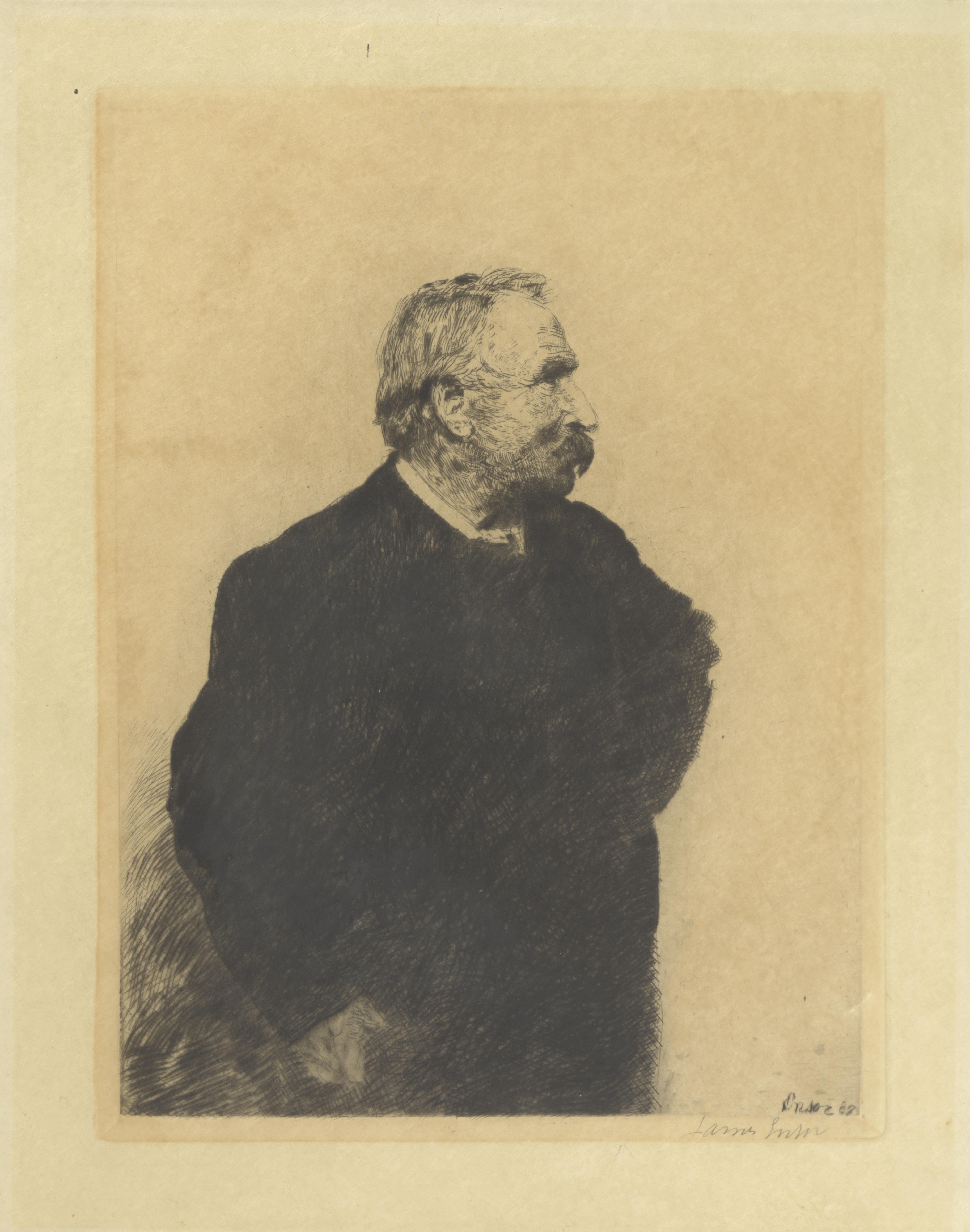
Portret van Ernest Rousseau (1887) door James Ensor

### Mycologie

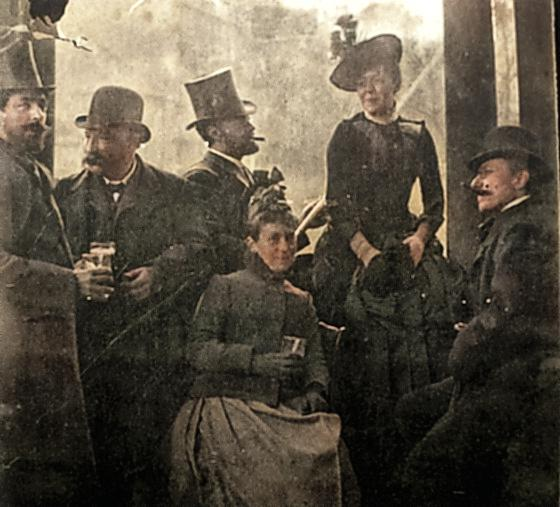
James Ensor in gezelschap van Ernest Rousseau, Willy Finch, Marie Ensor, Mariette Rousseau en Antonio Roiti gedurende een uitstap in Brugge in 1888̯

Sinds haar jeugd interesseerde Hannon zich in plantkunde. Mogelijks beëindigde ze haar middelbare studies in Brussel niet. Van 1870 tot 1871 gaf zij les in de Franse taal in Duitsland. Van deze periode maakte zij gebruik om Duits en Engels te leren. Deze kennis opende voor haar de toegang tot wetenschappelijke publicaties in de mycologie. Terug in België huwde ze met Ernest Rousseau in het jaar 1871. Zij legde zich toe, door zelfstudie, op de mycologie. Zo ontmoette ze Elisa Destrée en haar man Jean Edouard Bommer. Dit echtpaar van botanici geraakte sterk bevriend met het echtpaar Rousseau-Hannon. De 2 dames hadden voortaan toegang tot de bibliotheek van de Kruidtuin in Brussel. Ze onderzochten plantenspecies en vooral schimmels. De Belg Adrien de Gerlache bracht van zijn zuidpoolexpeditie (1897-1899) schimmels mee, die de beide dames verder analyseerden. Hannon en Destrée organiseerde lezingen en tentoonstellingen over hun bevindingen. Pas in 1908 werd Hannon aangeworven als onderzoekster van de Kruidtuin in Brussel, nadat zij en Elise Destrée succes oogsten met hun wetenschappelijke bevindingen.
Het echtpaar Rousseau-Hannon nodigde in hun villa wetenschappers uit zoals Elias Magnus Fries en Hector Denis, maar ook kunstenaars zoals James Ensor.

## Publicaties bij de Société Royale de Botanique de Belgique
- Catalogue des champignons observés aux environs de Bruxelles (1879)
- Florule mycologique des environs de Bruxelles (1884)
- 3 publicaties telkens over Contributions à la Flore cryptogamique (1886-1890)
- Primitiae Florae Costaricensis over fungi in Costa Rica (1896)
- meerdere publicaties over een vergelijking van fungi in België (Fungi Belgici) en deze aan de Zuidpool (1896-1905), naar aanleiding van de Zuidpoolexpeditie van Adrien de Gerlache de Gomery.

Hannon en Destrée droegen bij tot de beschrijving van tientallen, mogelijks 200 nieuwe fungi, met inbegrip van hun plaats in de taxonomie van de fungi. Twee fungi dragen vandaag alvast de naam van Rousseau-Hannon: Roussoella en Roussoellopsis. In 1910 schreef Rousseau-Hannon de necrologie van haar overleden vriendin Elisa Destrée.
- Author citation (botany): M.Rousseau
- Gemeinsame Normdatei: 1258311585
- International Standard Name Identifier: 0000 0004 4249 7297
- Réseau des bibliothèques de Suisse occidentale: 02-A009289556
- Istituto Centrale per il Catalogo Unico: PUVV352357
- Système universitaire de documentation: 154885622
- Virtual International Authority File: 216420497